# Azbresnica
Azbresnica (en serbe cyrillique : Азбресница) est un village de Serbie situé dans la municipalité de Merošina, district de Nišava. Au recensement de 2011, il comptait 726 habitants.

## Démographie

### Évolution historique de la population
| 1948  | 1953  | 1961  | 1971  | 1981  | 1991 | 2002 | 2011 |
| ----- | ----- | ----- | ----- | ----- | ---- | ---- | ---- |
| 1 277 | 1 340 | 1 305 | 1 102 | 1 044 | 965  | 853  | 726  |

|  |